# COVID-19-Pandemie in Grenada

Lage von Grenada

Die COVID-19-Pandemie in Grenada tritt als regionales Teilgeschehen des weltweiten Ausbruchs der Atemwegserkrankung COVID-19 auf und beruht auf Infektionen mit dem Ende 2019 neu aufgetretenen Virus SARS-CoV-2 aus der Familie der Coronaviren. Die COVID-19-Pandemie breitet sich seit Dezember 2019 von China ausgehend aus. Ab dem 11. März 2020 stufte die Weltgesundheitsorganisation (WHO) das Ausbruchsgeschehen des neuartigen Coronavirus als Pandemie ein.

## Situation
Die COVID-19-Pandemie begann in Grenada am 12. März 2020. Grenada ist ein Inselstaat zwischen Karibik und dem Atlantischen Ozean, etwa 200 Kilometer nordöstlich der Küste von Venezuela gelegen, in dem etwa 107.000 Bewohner leben. Am 27. April 2020 wurden 18 SARS-CoV-2-Infektionen gezählt, darunter waren 7 genesen.

## Verlauf
Bereits am 9. März 2020 entschied die Regierung Grenadas unter Premierminister Keith Claudius Mitchell, eine Einreisesperre für Personen aus Ländern zu verhängen, in denen Fälle einer COVID-19-Pandemie bei der Weltgesundheitsorganisation gemeldet worden sind, darunter war auch auf Deutschland. Bürger von Grenada und Personen mit einer Aufenthaltsgenehmigung konnten zwar weiterhin einreisen, müssen sich allerdings Einreisekontrollen, Gesundheitsprüfungen mit Temperaturmessungen und einer 14-tägigen Quarantäne unterziehen.
Um eine Ausbreitung der Pandemie zu vermeiden, wurden am 14. März vorsorglich Schulen und Veranstaltungsräumlichkeiten geschlossen und Abstandsregeln von Personen verkündet.
Der erste Fall einer SARS-CoV-2-Infektion in Grenada wurde am 22. März bekannt, der eine 50 Jahre alte Frau betraf, die am 16. März aus dem Vereinigten Königreich zurückkam und am 17. März erkrankte.
Am 25. März verhängte die Regierung Grenadas eine Einschränkung der Bewegungsfreiheit auf das Nötigste und eine nächtliche Ausgangssperre. Geschäfte, die die Abstandsregeln nicht einhalten können, sollten schließen und Restaurants und Bars sollten lediglich Take-away-Produkte anbieten. Nachdem in der Folgezeit die Infektionsmeldungen nicht ausblieben, rief die Regierung von Grenada am 29. März einen 24-stündigen Lockout für die Dauer von 7 Tagen aus. Dieser Notstand wurde mehrmals verlängert und die letzte Verlängerung reichte bis 27. April 2020.

## Statistik
Die Fallzahlen entwickelten sich während der COVID-19-Pandemie in Grenada wie folgt:

### Infektionen

Bestätigte Infizierte in Grenada nach Daten der WHO. Oben kumuliert, unten Tageswerte

### Todesfälle

Bestätigte Todesfälle in Grenada nach Daten der WHO. Oben kumuliert, unten Tageswerte